# 丙二酰辅酶A
丙二酰辅酶A（英語：Malonyl-CoA，或称为丙二酸单酰辅酶A）是一种辅酶A的衍生物。

## 作用
该化合物在脂肪酸的生物合成的延伸阶段以及聚酮化合物的生物合成中起到重要作用。
丙二酰辅酶A同时也被用于使α-酮戊二酸跨过线粒体膜转运到线粒体基质中。

### 脂肪酸的生物合成
在脂肪酸合成中，它为脂肪酸提供二碳单位，将二碳单位加到延长中的脂肪酸碳链中。
丙二酰A是在乙酰辅酶A羧化酶的作用下使乙酰辅酶A羧化而形成的。一分子乙酰辅酶A与一分子碳酸氢盐相结合，其中需要三磷酸腺苷以提供能量。
丙二酰辅酶A被一种称作丙二酰辅酶A：酰基载体蛋白转酰基酶（MCAT）用于合成脂肪酸。MCAT负责将丙二酰辅酶A上的丙二酸基团转移到完全酰基载体蛋白（ACP）末尾的硫醇上。

### 聚酮生物合成
MCAT同时涉及到细菌中聚酮生物合成，这一事实是很少有争议的。脂肪酸MCAT与酰基载体蛋白（ACP）、聚酮合酶和链长因子异质二聚体一起，组成了II型聚酮的多聚乙酰合酶。

### 调节
在脂肪酸合成中，丙二酰A是一个具有高度调节性的分子；例如，它可以抑制脂肪酸β-氧化中限速步骤。丙二酰辅酶A也可以抑制脂肪酸与肉碱相结合，因此阻止了脂肪酸进入可发生脂肪酸氧化及降解的线粒体之中。